# Углян
У́глян (хорв. Ugljan) — остров в Адриатическом море, в центральной части Хорватии, возле далматинского побережья к западу от Задара.

## География

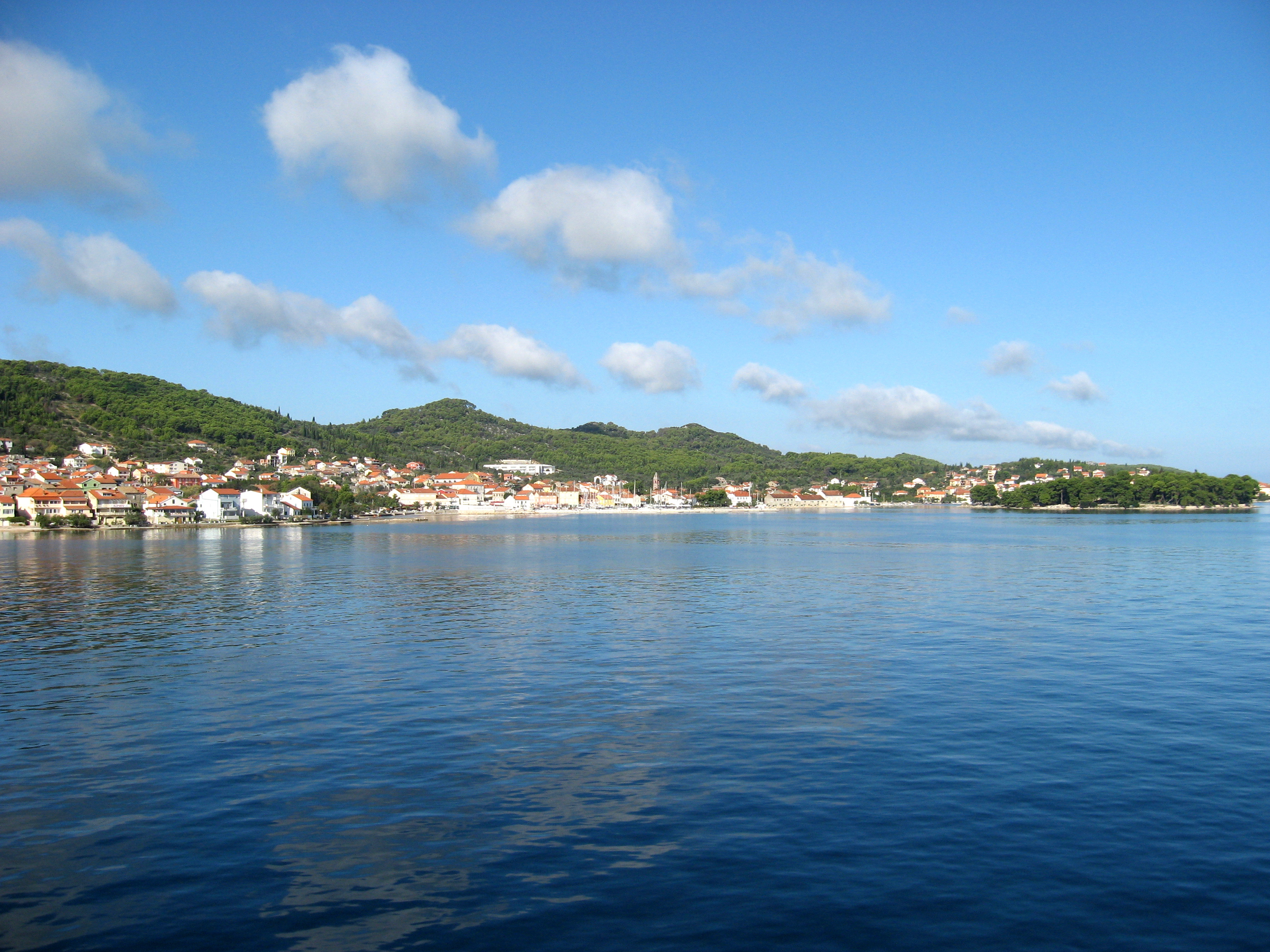
Посёлок Преко на острове Углян

Площадь острова — 51,05 км², длина — 22 км, ширина 3.8 километров. Длина береговой линии — 68,2 км. Население острова на 2021 год составляло 5666 человек.
Как и большинство островов центральной Адриатики, Углян вытянут в направлении с северо-запада на юго-восток. От материка он отделён проливом Задарский канал, от острова Пашман, лежащего в юго-востоку, узким поливом Ждрелац. В старину он был настолько мелок, что его можно было перейти пешком. В 1883 году его углубили и сделали доступным для прохода судов, а спустя 90 лет через него перекинули автомобильный мост, соединив таким образом Углян и Пашман.
На северо-западе от острова Углян находятся небольшие острова Ривань и Сеструнь, на западе — Дуги-Оток, Иж и Рава.
Углян связан регулярными паромными переправами с Задаром (линия Преко — Задар).
Остров известен своими оливковыми рощами, на нём производится отличное оливковое масло. Пользуется популярностью у рыбаков, яхтсменов и дайверов.

## История
Самые ранние следы пребывания человека на этом острове относятся к периодам неолита и железного века. Впервые в письменных источниках остров, под названием Лисса (лат. Lissa) был упомянут древнеримским писателем Плинием Старшим в I веке нашей эры. Под современным же названием остров был упомянут почти полтора века спустя, в 1325 году. В некоторых частях острова, особенно на северо-западе, присутствуют руины римского периода. Существующие на острове поселения основаны в Средние века.

## Население
Восточное побережье острова представляет собой цепочку живописных бухт, на берегах которых живёт почти всё население острова. Углян — один из самых плотнозаселённых островов Хорватии. Жители острова живут в 8 посёлках — Преко (1250 чел.), Углян (1024 чел.), Лукоран (478 чел.), Сутомишчица (380 чел.), Поляна (321 чел.), Кали (1585 чел.), Осляк и Куклица (628 чел.).
Западное побережье острова практически необитаемо, скалы обрываются прямо в море.

## Известные лица связанные островом
- Габриэль Борич, 34-президент Чили и самый молодой президент в истории Чили, родился в хорватской семье родом из Угляна.[2][3][4][5][6][7][8].